# Luise Grimm (Fotografin)
Louise Dorothea Elisabeth Grimm; auch Luise Grimm (geb. Berger, * 24. November 1805; † 29. Dezember 1876 in Hamburg) war eine deutsche Daguerreotypistin und Malerin.

## Leben
Louise Grimm war seit dem 4. September 1831 mit dem Lithografen und Maler Carl Grimm verheiratet. Er unterrichtete sie in Porträtmalerei und Lithografie. Ab 1834 lebten beide ständig in Hamburg. Louise Grimm brachte eine uneheliche Tochter mit in die Ehe. Die Tochter Jenny Berger kam 1827 zur Welt.
Nach dem Tode ihres Mannes 1843 lebte sie weiterhin in Hamburg und verkaufte einige Zeit „englisches Kinderzeug“. Am 30. März 1847 erschien in den Hamburger Nachrichten eine Anzeige mit der Überschrift „Daguerreotyp-Porträts“, unterzeichnet mit „Louise Grimm, Porträtmalerin, Herrengraben 36“. Sie hatte dazu im Herrengraben 36 ein bestehendes Daguerrotyp-Atelier gemietet. Louise Grimm gehört daher zusammen mit Jenny Bossard-Biow zu den ersten Frauen, von denen bekannt ist, dass sie in Hamburg daguerreotypiert haben.
Im September 1849 war sie als Daguerrotypistin in Rostock und im Juni und Juli 1850 in Glückstadt tätig. Sie war eine der ersten reisenden Lichtbildnerinnen in Schleswig-Holstein. Spätere Hinweise auf ihre Tätigkeiten als Daguerreotypistin und Porträtmalerin sind nicht bekannt.

## Werke (Auswahl)
- Bildnis eines Unbekannten, eine Miniatur auf Elfenbein im Museum für Kunst und Gewerbe, Hamburg.